# Вестбах (приток на Остбах)
Вестбах (на немски: Westbach) е ляв приток на Остбах в Северен Рейн-Вестфалия. Дължината му е около 3,5 км и протича през град Херне. Той е част от речната система на Емшер.

## География

### Течение
Реката извира югозападно от центъра на Херне, северно от хълма Щемберг (113 м), в района Вестенхелвег. Изворът се намира на приблизителна надморска височина от 79 метра.
В наши дни Вестбах е почти изцяло канализиран и преминава под земята. Само в кратък участък под улица Вьодещрасе, северно от Ерленвег, потокът е видим на повърхността, където се влива в малко езеро. Отпадъчните води се отвеждат през подземен канал.
В резултат на това реката почти напълно е изчезнала от общественото съзнание. За съществуването ѝ напомнят единствено улиците Am Westbach и Bachstraße, както и кратък открит участък от канала. Статутът ѝ на повърхностен воден обект подлежи на отмяна. През ноември 2011 г. са обявени строителни работи във връзка с това.
Първоначално Вестбах течала на север към низините на Емшерланд – западно от Алтенхьофен, по днешната Bachstraße, а след това – западно от централната част на Херне, приблизително успоредно на днешния околовръстен път L551 (Westring). Днес водите ѝ преминават под земята в главния колектор „Вестбах“. В района Баукау част от старото течение остава проследимо на повърхността, особено в замъковия парк (Schlosspark), където капакът на канала е видим. Източно от Westring трасето се използва като пешеходна и велоалея. Близо до кръстовището на Westring и Bismarckstraße колекторът се влива в главния канал Остбах.

До началото на XX век сливането на Вестбах и Остбах се е намирало в района на днешната улица Bismarckstraße и Bahnhofstraße. По онова време Остбах все още е носил името Strünkeder Bach. През 1903 г. община Баукау, град Херне и Harpener Bergbau AG решават да насочат Вестбах по ново, изправено трасе към Емшер и да го отклонят в нов канал западно от замъка Щрюнкеде. Новият колектор Остбах е изграден под земята, като трасето му минава обратно по старото течение на Вестбах (например под улиците Dornstraße и Steinmetzstraße).
- Вестбах
- Пешеходен мост над Вестбах, точно преди вливането му в „Антентайх“.
- „Патешкото езеро“, захранвано от Вестбах. В центъра на снимката под пешеходния мост се вижда притокът на потока.
- Подпочвеното течение на реките Остбах и Вестбах може да се проследи в Херне-Баукау по пешеходната пътека в западния край на парка на замъка Щрюнкеде.

### Притоци
До 50-те години на XX век в реката се е вливал десен приток – Кацбах (Katzbach), който извирал при Düngelbruch и течал през Altenhöfen покрай бившия имот Weistshof. През 20-те години на XX е създадено езеро за нуждите на общинския летен плувен басейн, което съществува и днес като част от открития басейн Südpool. Водата, вливаща се в езерото, се отвежда чрез дренажна тръба. Карта на Държавната служба за природа, околна среда и защита на потребителите на Северен Рейн-Вестфалия от 2008 г. обозначава басейна като основен водоизточник на Вестбах. 
Потокът пресичал Алтенхьофен под днешната Айзеленщрасе и след това течал по̀ на изток от Жан-Фогел-Щрасе, наричана Бахщрасе до 1930 г. заради местоположението си на водата. Приблизително на кръстовището на днешните улици „Хьолкескампринг“ и „Вестринг“ притокът се е вливал във Вестбах. Днес водите му се отвеждат в канализацията, но долината му остава ясно изразена в геоморфологията на района.

## Промени, дължащи се на реконструкцията на системата Емшер
От 2011 г., като част от реконструкцията на Емшерската речна система, част от водосборния басейн на Вестбах се отводнява през входящия ров Хиберния. В бившия индустриален терен на фабриката на Флотман, в Парка на скулптурите Флотман, изворна вода се събира в кладенци и и се отвежда чрез отводнителни канали към бившата гара Константин, западно от градините на Херне-Зюд. Там водата може да бъде пренасочена към извора на река Schmiedesbach по трасето на бивша жп линия. Ровът е проектиран така, че да наподобява естествено водно течение. 